# الأحبابي (قبيلة)
الحباب (مفردهم الحبابي) هي قبيلة بدوية ذات أصول جنوبية في المملكة العربية السعودية، وقد سكنت في دولة قطر ودولة الامارات العربية المتحدة منذوا عهدًا قديم .
في منتصف القرن العشرين، كان عدد أسر القبيلة يقدّر بنحو 50 إلى 60 بديدة (فخيدة)، وكانوا آل زربة الحباب اهل الامارات بقيادة عقيد آل زربة من الهوجة من الحباب عقيان بن عجيم. استقرت هذه العائلات في المناطق المحيطة بواحة البريمي وعلى سفوح جبل حفيت، كما تواجد بعضهم في مناطق صحراوية تقع شمال الواحة، في أماكن بعيدة مثل الفقع واليديه.
كان معظم أفراد القبيلة يدينون بالولاء لحكام أبو ظبي، بينما ارتبطت قلة منهم بـ دبي.
وتنقسم القبيلة إلى فرعين رئيسيًا :
- آل مسلم
- الهوجة

ينقسم آل مسلم الى ثلاثة اقسام ،
• الرشدة
• آل جميل
• آل عمران
سبب تسميتهم بالرشدة نسبتًا الى جدهم ،
رشيد بن مسلم 
خلف رشيد بن مسلم علي وخلف علي ابنانًا
رشيد و سعد
سعد خلف ثلاثة ابناء 
- الشريف ( آل الشريف)
- علي ( آل عل بن سعد)
- حسن .

حسن خلف ابنان
• جبران ( آل جبران وهم اكثر بدود الحباب عددًا وكان آل برمان (فخذ من آل جبران فيهم مشيخة الحباب عامة وهم مقطع حق ويصلحون ذات البيان وكانوا قبائل الحباب والقبائل المجاورة مثل يام وقبائل قحطان ياتون الى عوارف ومقاطع الحقوق في هذي القبيلة ليحلوا مشاكلهم )
• آل غايب وهم ابناء غايب بن جبران
• آل جليل وهم ابناء جليل بن جبران
• آل غازي وهم ابناء غازي بن عبيد بن جبران
• آل سلمان بن عبيد وهم ابناء سلمان بن عبيد بن جبران
• آل عطيف وهم ابناء عطيف بن عبيد بن جبران
• آل ملهي وهم ابناء ملهي بن عبيد بن جبران
• آل معيض وهم ابناء معيض بن جابر بن عبيد بن جبران
• آل برمان وهم مقطع حقوق الحباب وسابع الحق وهم ابناء برمان بن جابر بن عبيد بن جبران
انتهى ،
وفاضل هو ابناء حسن بن سعد بن علي بن رشيد اخو لـجبران البديدة المذكورة اعلها
• فاضل ( آل فاضل)
نرجع الان الى رشيد بن علي بن رشيد 
ترثتهم الان هم آل دخنة وهناك بدود قد رحلات وشاخت على قبائل اخرى مثل شهران اذ ان آل مشيط وآل ابو ملحة بحسب المصادر التاريخية يرجعون بالنسب الى الرشدة الحباب هذا والله اعلم .
نرجع الى آل جميل وهم ابناء جميل بن مسلم
خلف جميل 
• حميدان ( آل حميدان وهم فخذ كبير استوطنوا الجنوب ونجد والخليج )
• زيد 
خلف زيد ابنان
• زهير
• عبد ( آل العبد ولقبهم حربة قحطان لشدة باسهم ضد خصومهم)
وخلف زهير 
6 ابناء 
• جميح ( آل جميح وهم بديدة كبيرة ومنهم الشيخ الفارس الشاعر جراب بن حسن ابن ذفال الجميحي الحبابي)
• عبير (وهذا الفخذ دخل في حلف معه آل حميح وهم اخوان في الاصل وهم جميع من ابناء زهير بن زيد بن جميل بن مسلم بن حباب)
• عاطف ( آل عاطف ومنهم الشاعر المشهور محمد بن معيض ابو مخروقه )
•  ناصر ( جد آل ناصر وقد رحلوا الى نجد منذوا زمن بعيد لظروف غامضة )
• حسناء ( سبب تسمية هذي البديدة بحسناء على اسم امهم )
• ملحان ( آل ملحان وقد رحل بعضهم الى وادي الدواسر بنجد لظروف غامضة ولا زالوا فيها الى هذا اليوم )
واما الهوجة فهم كثيرين التفرعات لكن نقتصر في ذكر الاقسام فقط
آل زربة ، آل غراب ، آل الجابر ، آل العنثري ، المراقصة ، آل سعيد ( وهم قبائل الحباب اهل تهامة )
قبيلة الحباب في الإمارات كانت لا تتصل اتصالاً مباشراً بالقبيلة الأصلية في السعودية، إلا أن كانت هناك بعض الصلات مع الحباب في قطر.
من الناحية السياسية، كان الحباب ينتمون إلى الحزب الهناوي، أما من الناحية الدينية، فهم من أهل السنة والجماعة.
الحباب قبيلة عريقة ولها وقفات مع حكام الخليج عامة و دولة قطر ودولة الامارات العربية المتحدة والمملكة العربية السعودية خاصة ، حيث انهم ساهموا في توحيد ويعرف عنهم الولاء الشديد لحكامهم وللدين .

## النسب
يعود نسب القبيلة إلى حباب بن عبدالله بن سنحان بن سعد بن مذحج بن أدد بن زيد بن يشجب بن عريب بن زيد بن كهلان بن سبأ بن يشجب بن يعرب بن قحطان.

## أعلام
- بندر الأحبابي، لاعب كرة قدم إماراتي
- حمد الأحبابي، لاعب كرة قدم إماراتي
- خلف الأحبابي، ممثل إماراتي